# دلگر (گووی-آلتای)
دلگر (به لاتین: Delger) یک منطقهٔ مسکونی در مغولستان است که در استان گاوی-آلتای واقع شده‌است. دلگر ۶٬۶۲۵ کیلومتر مربع مساحت دارد.